# Chrysidea pumila
Chrysidea pumila (лат.) — вид ос-блестянок из подсемейства Chrysidinae (триба Chrysidini). Некоторые авторы считают этот вид синонимом Trichrysis pumilionis Linsenmaier , 1987.

## Описание
Chrysidea pumila может достигать в длину около 3,5-6 миллиметров. Основной цвет корпуса металлический сине-зеленый с золотистыми отблесками.
Эти осы-кукушки паразитируют на Trypoxylon attenuatum (Sphecidae).

## Распространение
Этот вид встречается в Европе (Испания, Франция, Швейцария, Австрия, Германия, Венгрия, Далмация, Северная Македония, Греция, Италия), на юге России, на Ближнем Востоке и в Северной Африке.